# US Open de 2019 - Dia a dia
Estes foram os jogos realizados nas quadras mais importantes a partir do primeiro dia das chaves principais.
Células em lavanda indicam sessão noturna.

## Dia 1 (26 de agosto)
- Cabeças de chave eliminados:
  - Simples masculino:  Fabio Fognini [11],  Guido Pella [19],  Taylor Fritz [26]
  - Simples feminino:  Angelique Kerber [14],  Caroline Garcia [27]

Ordem dos jogos:
| Arthur Ashe Stadium                      | Arthur Ashe Stadium   | Arthur Ashe Stadium     | Arthur Ashe Stadium |
| Evento                                   | Vencedor(a)/(es/as)   | Derrotado(a)/(os/as)    | Resultado           |
| ---------------------------------------- | --------------------- | ----------------------- | ------------------- |
| Simples feminino – 1ª fase               | Ashleigh Barty [2]    | Zarina Diyas            | 1–6, 6–3, 6–2       |
| Simples masculino – 1ª fase              | Novak Djokovic [1]    | Roberto Carballés Baena | 6–4, 6–1, 6–4       |
| Cerimônia de abertura do US Open de 2019 |                       |                         |                     |
| Simples feminino – 1ª fase               | Serena Williams [8]   | Maria Sharapova         | 6–1, 6–1            |
| Simples masculino – 1ª fase              | Roger Federer [3]     | Sumit Nagal [Q]         | 4–6, 6–1, 6–2, 6–4  |
| Louis Armstrong Stadium                  |                       |                         |                     |
| Evento                                   | Vencedor(a)/(es/as)   | Derrotado(a)/(os/as)    | Resultado           |
| Simples feminino – 1ª fase               | Karolína Plíšková [3] | Tereza Martincová [Q]   | 7–66, 7–63          |
| Simples masculino – 1ª fase              | Daniil Medvedev [5]   | Prajnesh Gunneswaran    | 6–4, 6–1, 6–2       |
| Simples feminino – 1ª fase               | Venus Williams        | Zheng Saisai            | 6–1, 6–0            |
| Simples masculino – 1ª fase              | Stan Wawrinka         | Jannik Sinner [Q]       | 6–3, 7–64, 4–6, 6–3 |
| Simples feminino – 1ª fase               | Madison Keys [10]     | Misaki Doi              | 7–5, 6–0            |
| Grandstand                               |                       |                         |                     |
| Evento                                   | Vencedor(a)/(es/as)   | Derrotado(a)/(os/as)    | Resultado           |
| Simples masculino – 1ª fase              | Kei Nishikori [7]     | Marco Trungelliti [Q]   | 6–1, 4–1, ab.       |
| Simples feminino – 1ª fase               | Kristina Mladenovic   | Angelique Kerber [14]   | 7–5, 0–6, 6–4       |
| Simples masculino – 1ª fase              | Juan Ignacio Londero  | Sam Querrey             | 3–6, 6–1, 7–63, 7–5 |
| Simples feminino – 1ª fase               | Sofia Kenin [20]      | Coco Vandeweghe [PR]    | 7–64, 6–3           |

## Dia 2 (27 de agosto)
- Cabeças de chave eliminados:
  - Simples masculino:  Dominic Thiem [4],  Stefanos Tsitsipas [8],  Karen Khachanov [9],  Roberto Bautista Agut [10],  Félix Auger-Aliassime [18],  Kyle Edmund [30]
  - Simples feminino:  Sloane Stephens [11],  Garbiñe Muguruza [24],  Carla Suárez Navarro [28],  Barbora Strýcová [31]

Ordem dos jogos:
| Arthur Ashe Stadium         | Arthur Ashe Stadium     | Arthur Ashe Stadium        | Arthur Ashe Stadium  |
| Evento                      | Vencedor(a)/(es/as)     | Derrotado(a)/(os/as)       | Resultado            |
| --------------------------- | ----------------------- | -------------------------- | -------------------- |
| Simples feminino – 1ª fase  | Naomi Osaka [1]         | Anna Blinkova              | 6–4, 56–7, 6–2       |
| Simples masculino – 1ª fase | Thomas Fabbiano         | Dominic Thiem [4]          | 6–4, 3–6, 6–3, 6–2   |
| Simples masculino – 1ª fase | Rafael Nadal [2]        | John Millman               | 6–3, 6–2, 6–2        |
| Simples feminino – 1ª fase  | Anna Kalinskaya [Q]     | Sloane Stephens [11]       | 6–3, 6–4             |
| Louis Armstrong Stadium     |                         |                            |                      |
| Evento                      | Vencedor(a)/(es/as)     | Derrotado(a)/(os/as)       | Resultado            |
| Simples masculino – 1ª fase | Andrey Rublev           | Stefanos Tsitsipas [8]     | 6–4, 56–7, 7–67, 7–5 |
| Simples feminino – 1ª fase  | Simona Halep [4]        | Nicole Gibbs [LL]          | 6–3, 3–6, 6–2        |
| Simples feminino – 1ª fase  | Coco Gauff [WC]         | Anastasia Potapova         | 3–6, 6–2, 6–4        |
| Simples feminino – 1ª fase  | Aryna Sabalenka [8]     | Victoria Azarenka          | 3–6, 6–3, 6–4        |
| Simples masculino – 1ª fase | Nick Kyrgios [28]       | Steve Johnson              | 6–3, 7–61, 6–4       |
| Grandstand                  |                         |                            |                      |
| Evento                      | Vencedor(a)/(es/as)     | Derrotado(a)/(os/as)       | Resultado            |
| Simples feminino – 1ª fase  | Alison Riske            | Garbiñe Muguruza [24]      | 2–6, 6–1, 6–3        |
| Simples masculino – 1ª fase | John Isner [14]         | Guillermo García López [Q] | 6–3, 6–4, 6–4        |
| Simples feminino – 1ª fase  | Caroline Wozniacki [19] | Wang Yafan                 | 1–6, 7–5, 6–3        |
| Simples masculino – 1ª fase | Denis Shapovalov        | Félix Auger-Aliassime [18] | 6–1, 6–1, 6–4        |

## Dia 3 (28 de agosto)
- Cabeças de chave eliminados:
  - Simples masculino:  Borna Ćorić [12]

Ordem dos jogos:
| Arthur Ashe Stadium         | Arthur Ashe Stadium   | Arthur Ashe Stadium    | Arthur Ashe Stadium |
| Evento                      | Vencedor(a)/(es/as)   | Derrotado(a)/(os/as)   | Resultado           |
| --------------------------- | --------------------- | ---------------------- | ------------------- |
| Simples feminino – 2ª fase  | Karolína Plíšková [3] | Mariam Bolkvadze [Q]   | 6–1, 6–4            |
| Simples masculino – 2ª fase | Roger Federer [3]     | Damir Džumhur          | 3–6, 6–2, 6–3, 6–4  |
| Simples masculino – 2ª fase | Novak Djokovic [1]    | Juan Ignacio Londero   | 6–4, 7–63, 6–1      |
| Simples feminino – 2ª fase  | Serena Williams [8]   | Catherine McNally [WC] | 5–7, 6–3, 6–1       |
| Louis Armstrong Stadium     |                       |                        |                     |
| Evento                      | Vencedor(a)/(es/as)   | Derrotado(a)/(os/as)   | Resultado           |
| Simples masculino – 2ª fase | Kei Nishikori [7]     | Bradley Klahn          | 6–2, 4–6, 6–3, 7–5  |
| Simples feminino – 2ª fase  | Elina Svitolina [5]   | Venus Williams         | 6–4, 6–4            |
| Simples feminino – 2ª fase  | Madison Keys [10]     | Zhu Lin                | 6–4, 6–1            |
| Simples feminino – 2ª fase  | Ashleigh Barty [2]    | Lauren Davis           | 6–2, 7–62           |
| Simples masculino – 2ª fase | Dominik Köpfer [Q]    | Reilly Opelka          | 6–4, 6–4, 7–62      |

## Dia 4 (29 de agosto)
- Cabeças de chave eliminados:
  - Simples masculino:  Lucas Pouille [25],  Dušan Lajović [27],  Benoît Paire [29],  Cristian Garín [31],  Fernando Verdasco [32]
  - Simples feminino:  Simona Halep [4],  Petra Kvitová [6],  Aryna Sabalenka [9],  Hsieh Su-wei [29]
  - Duplas masculinas:  Ivan Dodig /  Filip Polášek [11]
  - Duplas mistas:  Anna-Lena Friedsam /  Oliver Marach [7]

Ordem dos jogos:
| Arthur Ashe Stadium         | Arthur Ashe Stadium       | Arthur Ashe Stadium                | Arthur Ashe Stadium     |
| Evento                      | Vencedor(a)/(es/as)       | Derrotado(a)/(os/as)               | Resultado               |
| --------------------------- | ------------------------- | ---------------------------------- | ----------------------- |
| Simples masculino – 2ª fase | Alexander Zverev [6]      | Frances Tiafoe                     | 6–3, 3–6, 6–2, 2–6, 6–3 |
| Simples feminino – 2ª fase  | Taylor Townsend [Q]       | Simona Halep [4]                   | 2–6, 6–3, 7–64          |
| Simples feminino – 2ª fase  | Caroline Wozniacki [19]   | Danielle Collins                   | 4–6, 6–3, 6–4           |
| Simples masculino – 2ª fase | Rafael Nadal [2]          | Thanasi Kokkinakis [WC]            | w.o.                    |
| Simples masculino – 2ª fase | Marin Čilić [22]          | Cedrik-Marcel Stebe [PR]           | 4–6, 6–3, 7–5, 6–3      |
| Louis Armstrong Stadium     |                           |                                    |                         |
| Evento                      | Vencedor(a)/(es/as)       | Derrotado(a)/(os/as)               | Resultado               |
| Simples feminino – 2ª fase  | Andrea Petkovic           | Petra Kvitová [6]                  | 6–4, 6–4                |
| Simples feminino – 2ª fase  | Naomi Osaka [1]           | Magda Linette                      | 6–2, 6–4                |
| Simples masculino – 2ª fase | John Isner [14]           | Jan-Lennard Struff                 | 6–3, 7–64, 7–65         |
| Simples feminino – 2ª fase  | Coco Gauff [WC]           | Tímea Babos [Q]                    | 6–2, 4–6, 6–4           |
| Duplas masculinas – 1ª fase | Jack Sock Jackson Withrow | Ivan Dodig [11] Filip Polášek [11] | 6–4, 7–62               |
| Grandstand                  |                           |                                    |                         |
| Evento                      | Vencedor(a)/(es/as)       | Derrotado(a)/(os/as)               | Resultado               |
| Simples feminino – 2ª fase  | Sofia Kenin [20]          | Laura Siegemund                    | 7–64, 6–0               |
| Simples masculino – 2ª fase | Daniil Medvedev [5]       | Hugo Dellien                       | 6–3, 7–5, 5–7, 6–3      |
| Simples feminino – 2ª fase  | Jeļena Ostapenko          | Alison Riske                       | 6–4, 6–3                |
| Simples masculino – 2ª fase | Nick Kyrgios [28]         | Antoine Hoang [WC]                 | 6–4, 6–2, 6–4           |

## Dia 5 (30 de agosto)
- Cabeças de chave eliminados:
  - Simples masculino:  Kei Nishikori [7],  Nikoloz Basilashvili [17]
  - Simples feminino:  Anastasija Sevastova [12],  Sofia Kenin [20],  Maria Sakkari [30],  Dayana Yastremska [32],  Zhang Shuai [33]
  - Duplas masculinas:  Pierre-Hugues Herbert /  Nicolas Mahut [4],  Jean-Julien Rojer /  Horia Tecău [5]
  - Duplas femininas:  Samantha Stosur /  Zhang Shuai [6],  Lucie Hradecká /  Andreja Klepač [10],  Kirsten Flipkens /  Johanna Larsson [11],  Darija Jurak /  María José Martínez Sánchez [13],  Veronika Kudermetova /  Galina Voskoboeva [15],  Raquel Atawo /  Asia Muhammad [16]

Ordem dos jogos:
| Arthur Ashe Stadium         | Arthur Ashe Stadium       | Arthur Ashe Stadium        | Arthur Ashe Stadium  |
| Evento                      | Vencedor(a)/(es/as)       | Derrotado(a)/(os/as)       | Resultado            |
| --------------------------- | ------------------------- | -------------------------- | -------------------- |
| Simples masculino – 3ª fase | Roger Federer [3]         | Daniel Evans               | 6–2, 6–2, 6–1        |
| Simples feminino – 3ª fase  | Serena Williams [8]       | Karolína Muchová           | 6–3, 6–2             |
| Duplas masculinas – 1ª fase | Marius Copil Nick Kyrgios | Marcus Daniell Ken Skupski | 56–7, 7–5, 7–61      |
| Simples feminino – 3ª fase  | Madison Keys [10]         | Sofia Kenin [20]           | 6–3, 7–5             |
| Simples masculino – 3ª fase | Novak Djokovic [1]        | Denis Kudla                | 6–3, 6–4, 6–2        |
| Louis Armstrong Stadium     |                           |                            |                      |
| Evento                      | Vencedor(a)/(es/as)       | Derrotado(a)/(os/as)       | Resultado            |
| Simples feminino – 3ª fase  | Karolína Plíšková [3]     | Ons Jabeur                 | 6–1, 4–6, 6–4        |
| Simples feminino – 3ª fase  | Ashleigh Barty [2]        | Maria Sakkari [30]         | 7–5, 6–3             |
| Simples masculino – 3ª fase | Stan Wawrinka [23]        | Paolo Lorenzi [LL]         | 6–4, 7–69, 7–64      |
| Simples feminino – 3ª fase  | Elina Svitolina [5]       | Dayana Yastremska [32]     | 6–2, 6–0             |
| Simples masculino – 3ª fase | Daniil Medvedev [5]       | Feliciano López            | 7–61, 4–6, 7–67, 6–4 |
| Grandstand                  |                           |                            |                      |
| Evento                      | Vencedor(a)/(es/as)       | Derrotado(a)/(os/as)       | Resultado            |
| Simples masculino – 3ª fase | Alex de Minaur            | Kei Nishikori [7]          | 6–2, 6–4, 2–6, 6–3   |
| Simples feminino – 3ª fase  | Johanna Konta [16]        | Zhang Shuai [33]           | 6–2, 6–3             |
| Simples feminino – 3ª fase  | Wang Qiang [18]           | Fiona Ferro                | 7–61, 6–3            |
| Simples masculino – 3ª fase | Dominik Köpfer [Q]        | Nikoloz Basilashvili [17]  | 6–3, 7–61, 4–6, 6–1  |

## Dia 6 (31 de agosto)
- Cabeças de chave eliminados:
  - Simples masculino:  John Isner [14] ||  Nick Kyrgios [28]
  - Simples feminino:  Kiki Bertens [7],  Caroline Wozniacki [19],  Anett Kontaveit [21]
  - Duplas masculinas:  Raven Klaasen /  Michael Venus [3],  Mate Pavić /  Bruno Soares [6],  Nikola Mektić /  Franko Škugor [9],  Henri Kontinen /  John Peers [14]
  - Duplas femininas:  Anna-Lena Grönefeld /  Demi Schuurs [5]

Ordem dos jogos:
| Arthur Ashe Stadium         | Arthur Ashe Stadium          | Arthur Ashe Stadium                       | Arthur Ashe Stadium        |
| Evento                      | Vencedor(a)/(es/as)          | Derrotado(a)/(os/as)                      | Resultado                  |
| --------------------------- | ---------------------------- | ----------------------------------------- | -------------------------- |
| Simples feminino – 3ª fase  | Bianca Andreescu [15]        | Caroline Wozniacki [19]                   | 6–4, 6–4                   |
| Simples masculino – 3ª fase | Rafael Nadal [2]             | Chung Hyeon [Q]                           | 6–3, 6–4, 6–2              |
| Simples feminino – 3ª fase  | Naomi Osaka [1]              | Coco Gauff [WC]                           | 6–3, 6–0                   |
| Simples masculino – 3ª fase | Andrey Rublev                | Nick Kyrgios [28]                         | 7–65, 7–65, 6–3            |
| Louis Armstrong Stadium     |                              |                                           |                            |
| Evento                      | Vencedor(a)/(es/as)          | Derrotado(a)/(os/as)                      | Resultado                  |
| Simples feminino – 3ª fase  | Taylor Townsend [Q]          | Sorana Cîrstea                            | 7–5, 6–2                   |
| Simples feminino – 3ª fase  | Julia Görges [26]            | Kiki Bertens [7]                          | 6–2, 6–3                   |
| Simples masculino – 3ª fase | Alexander Zverev [6]         | Aljaž Bedene                              | 46–7, 7–64, 6–3, 7–63      |
| Simples masculino – 3ª fase | Gaël Monfils [13]            | Denis Shapovalov                          | 56–7, 7–64, 6–4, 66–7, 6–3 |
| Simples feminino – 3ª fase  | Belinda Bencic [13]          | Anett Kontaveit                           | w.o.                       |
| Duplas masculinas – 2ª fase | Bob Bryan [7] Mike Bryan [7] | Roberto Carballés Baena Federico Delbonis | 4–6, 7–5, 6–3              |
| Grandstand                  |                              |                                           |                            |
| Evento                      | Vencedor(a)/(es/as)          | Derrotado(a)/(os/as)                      | Resultado                  |
| Simples feminino – 3ª fase  | Elise Mertens [25]           | Andrea Petkovic                           | 6–3, 6–3                   |
| Simples feminino – 3ª fase  | Kristie Ahn [WC]             | Jeļena Ostapenko                          | 6–3, 7–5                   |
| Simples masculino – 3ª fase | Marin Čilić [22]             | John Isner [14]                           | 5–7, 6–3, 7–66, 6–4        |
| Simples masculino – 3ª fase | Diego Schwartzman [20]       | Tennys Sandgren                           | 6–4, 6–1, 6–3              |

## Dia 7 (1º de setembro)
- Cabeças de chave eliminados:
  - Simples masculino:  Novak Djokovic [1],  David Goffin [15]
  - Simples feminino:  Ashleigh Barty [2],  Karolína Plíšková [3],  Madison Keys [10],  Petra Martić [22]
  - Duplas masculinas:  Łukasz Kubot /  Marcelo Melo [2],  Rajeev Ram /  Joe Salisbury [10]
  - Duplas femininas:  Chan Hao-ching /  Latisha Chan [7],  Nicole Melichar /  Květa Peschke [9]
  - Duplas mistas:  Nicole Melichar /  Bruno Soares [5]

Ordem dos jogos:
| Arthur Ashe Stadium         | Arthur Ashe Stadium                        | Arthur Ashe Stadium                   | Arthur Ashe Stadium |
| Evento                      | Vencedor(a)/(es/as)                        | Derrotado(a)/(os/as)                  | Resultado           |
| --------------------------- | ------------------------------------------ | ------------------------------------- | ------------------- |
| Simples masculino – 4ª fase | Roger Federer [3]                          | David Goffin [15]                     | 6–2, 6–2, 6–0       |
| Simples feminino – 4ª fase  | Serena Williams [8]                        | Petra Martić [22]                     | 6–3, 6–4            |
| Simples feminino – 4ª fase  | Elina Svitolina [5]                        | Madison Keys [10]                     | 7–5, 6–4            |
| Simples masculino – 4ª fase | Stan Wawrinka [23]                         | Novak Djokovic [1]                    | 6–4, 7–5, 2–1, ab.  |
| Louis Armstrong Stadium     |                                            |                                       |                     |
| Evento                      | Vencedor(a)/(es/as)                        | Derrotado(a)/(os/as)                  | Resultado           |
| Simples feminino – 4ª fase  | Wang Qiang [18]                            | Ashleigh Barty [2]                    | 6–2, 6–4            |
| Simples feminino – 4ª fase  | Johanna Konta [16]                         | Karolína Plíšková [3]                 | 16–7, 6–3, 7–5      |
| Duplas femininas – 2ª fase  | Coco Gauff [WC] Catherine McNally [WC]     | Nicole Melichar [9] Květa Peschke [9] | 6–3, 7–69           |
| Simples masculino – 4ª fase | Daniil Medvedev [5]                        | Dominik Köpfer [Q]                    | 3–6, 6–3, 6–2, 7–62 |
| Grandstand                  |                                            |                                       |                     |
| Evento                      | Vencedor(a)/(es/as)                        | Derrotado(a)/(os/as)                  | Resultado           |
| Duplas femininas – 2ª fase  | Caroline Dolehide [PR] Vania King [PR]     | Alexa Guarachi Bernarda Pera          | 6–3, 7–64           |
| Simples masculino – 4ª fase | Grigor Dimitrov                            | Alex de Minaur                        | 7–5, 6–3, 6–4       |
| Duplas femininas – 2ª fase  | Anna Kalinskaya Yulia Putintseva           | Peng Shuai Alicja Rosolska            | 6–2, 5–7, 6–3       |
| Duplas masculinas – 2ª fase | Marcel Granollers [8] Horacio Zeballos [8] | Rajeev Ram [10] Joe Salisbury [10]    | 6–3, 5–7, 7–62      |

## Dia 8 (2 de setembro)
- Cabeças de chave eliminados:
  - Simples masculino:  Alexander Zverev [6],  Marin Čilić [22]
  - Simples feminino:  Naomi Osaka [1],  Julia Görges [26]
  - Duplas masculinas:  Bob Bryan /  Mike Bryan [7],  Robin Haase /  Wesley Koolhof [13]
  - Duplas femininas:  Hsieh Su-wei /  Barbora Strýcová [2]
  - Duplas mistas:  Gabriela Dabrowski /  Mate Pavić [2],  Květa Peschke /  Wesley Koolhof [8]

Ordem dos jogos:
| Arthur Ashe Stadium              | Arthur Ashe Stadium                          | Arthur Ashe Stadium                    | Arthur Ashe Stadium |
| Evento                           | Vencedor(a)/(es/as)                          | Derrotado(a)/(os/as)                   | Resultado           |
| -------------------------------- | -------------------------------------------- | -------------------------------------- | ------------------- |
| Simples feminino – 4ª fase       | Belinda Bencic [13]                          | Naomi Osaka [1]                        | 7–5, 6–4            |
| Simples masculino – 4ª fase      | Diego Schwartzman [20]                       | Alexander Zverev [6]                   | 3–6, 6–2, 6–4, 6–3  |
| Simples masculino – 4ª fase      | Rafael Nadal [2]                             | Marin Čilić [22]                       | 6–3, 3–6, 6–1, 6–2  |
| Simples feminino – 4ª fase       | Bianca Andreescu [15]                        | Taylor Townsend [Q]                    | 6–1, 4–6, 6–2       |
| Louis Armstrong Stadium          |                                              |                                        |                     |
| Evento                           | Vencedor(a)/(es/as)                          | Derrotado(a)/(os/as)                   | Resultado           |
| Simples feminino – 4ª fase       | Donna Vekić [23]                             | Julia Görges [26]                      | 56–7, 7–5, 6–3      |
| Simples masculino – 4ª fase      | Matteo Berrettini [24]                       | Andrey Rublev                          | 6–1, 6–4, 7–66      |
| Simples feminino – 4ª fase       | Elise Mertens [25]                           | Kristie Ahn [WC]                       | 6–1, 6–1            |
| Simples masculino – 4ª fase      | Gaël Monfils [13]                            | Pablo Andújar                          | 6–1, 6–2, 6–2       |
| Grandstand                       |                                              |                                        |                     |
| Evento                           | Vencedor(a)/(es/as)                          | Derrotado(a)/(os/as)                   | Resultado           |
| Duplas masculinas – 3ª fase      | Oliver Marach [16] Jürgen Melzer [16]        | Miomir Kecmanović Casper Ruud          | 6–0, 6–3            |
| Duplas femininas – 3ª fase       | Victoria Azarenka [8] Ashleigh Barty [8]     | Coco Gauff [WC] Catherine McNally [WC] | 6–0, 6–1            |
| Duplas masculinas – 3ª fase      | Jack Sock Jackson Withrow                    | Bob Bryan [7] Mike Bryan [7]           | 6–4, 7–5            |
| Duplas femininas – 3ª fase       | Lyudmyla Kichenok [14] Jeļena Ostapenko [14] | Hsieh Su-wei [2] Barbora Strýcová [2]  | 6–4, 6–3            |
| Duplas mistas – Quartas de final | Chan Hao-ching [1] Michael Venus [1]         | Květa Peschke [8] Wesley Koolhof [8]   | 6–3, 7–60           |

## Dia 9 (3 de setembro)
- Cabeças de chave eliminados:
  - Simples masculino:  Roger Federer [3],  Stan Wawrinka [23]
  - Simples feminino:  Johanna Konta [16],  Wang Qiang [18]
  - Duplas masculinas:  Oliver Marach /  Jürgen Melzer [16]
  - Duplas femininas:  Tímea Babos /  Kristina Mladenovic [1],  Duan Yingying /  Zheng Saisai [12]
  - Duplas mistas:  Demi Schuurs /  Henri Kontinen [6]

Ordem dos jogos:
| Arthur Ashe Stadium                  | Arthur Ashe Stadium                        | Arthur Ashe Stadium                            | Arthur Ashe Stadium     |
| Evento                               | Vencedor(a)/(es/as)                        | Derrotado(a)/(os/as)                           | Resultado               |
| ------------------------------------ | ------------------------------------------ | ---------------------------------------------- | ----------------------- |
| Simples feminino – Quartas de final  | Elina Svitolina [5]                        | Johanna Konta [16]                             | 6–4, 6–4                |
| Simples masculino – Quartas de final | Daniil Medvedev [5]                        | Stan Wawrinka [23]                             | 7–66, 6–3, 3–6, 6–1     |
| Simples feminino – Quartas de final  | Serena Williams [8]                        | Wang Qiang [18]                                | 6–1, 6–0                |
| Simples masculino – Quartas de final | Grigor Dimitrov                            | Roger Federer [3]                              | 3–6, 6–4, 3–6, 6–4, 6–2 |
| Louis Armstrong Stadium              |                                            |                                                |                         |
| Evento                               | Vencedor(a)/(es/as)                        | Derrotado(a)/(os/as)                           | Resultado               |
| Duplas masculinas – Quartas de final | Kevin Krawietz [12] Andreas Mies [12]      | Leonardo Mayer João Sousa                      | 7–64, 6–4               |
| Duplas femininas – Quartas de final  | Elise Mertens [4] Aryna Sabalenka [4]      | Duan Yingying [12] Zheng Saisai [12]           | 6–4, 6–3                |
| Duplas masculinas – Quartas de final | Marcel Granollers [8] Horacio Zeballos [8] | Oliver Marach [16] Jürgen Melzer [16]          | 7–64, 6–4               |
| Duplas femininas – Quartas de final  | Victoria Azarenka [8] Ashleigh Barty [8]   | Tímea Babos [1] Kristina Mladenovic [1]        | 2–6, 7–5, 6–1           |
| Duplas mistas – Quartas de final     | Samantha Stosur [3] Rajeev Ram [3]         | Demi Schuurs [6] Henri Kontinen [6]            | 4–6, 6–4, [14–12]       |
| Grandstand                           |                                            |                                                |                         |
| Evento                               | Vencedor(a)/(es/as)                        | Derrotado(a)/(os/as)                           | Resultado               |
| Simples masculino juvenil – 1ª fase  | Toby Kodat [6]                             | Olimjon Nabiev                                 | 6–3, 6–1                |
| Simples feminino juvenil – 1ª fase   | Oksana Selekhmeteva                        | Emma Navarro [1]                               | 6–4, 4–6, 6–4           |
| Simples masculino juvenil – 1ª fase  | Emilio Nava [8]                            | Matteo Arnaldi                                 | 46–7, 7–5, 7–5          |
| Duplas femininas juvenis – 1ª fase   | Alexa Noel [1] Diane Parry [1]             | India Houghton [Alt] Carol Young Suh Lee [Alt] | 6–1, 6–4                |
| Duplas masculinas juvenis – 1ª fase  | Eliot Spizzirri Tyler Zink                 | Ryuhei Azuma [Alt] Taiyo Yamanaka [Alt]        | 6–3, 6–3                |

## Dia 10 (4 de setembro)
- Cabeças de chave eliminados:
  - Simples masculino:  Gaël Monfils [13],  Diego Schwartzman [20]
  - Simples feminino:  Donna Vekić [23],  Elise Mertens [25]
  - Duplas femininas:  Gabriela Dabrowski /  Xu Yifan [3],  Lyudmyla Kichenok /  Jeļena Ostapenko [14]
  - Duplas mistas:  Samantha Stosur /  Rajeev Ram [3],  Latisha Chan /  Ivan Dodig [4]

Ordem dos jogos:
| Arthur Ashe Stadium                  | Arthur Ashe Stadium                          | Arthur Ashe Stadium                          | Arthur Ashe Stadium      |
| Evento                               | Vencedor(a)/(es/as)                          | Derrotado(a)/(os/as)                         | Resultado                |
| ------------------------------------ | -------------------------------------------- | -------------------------------------------- | ------------------------ |
| Simples feminino – Quartas de final  | Belinda Bencic [13]                          | Donna Vekić [23]                             | 7–65, 6–3                |
| Simples masculino – Quartas de final | Matteo Berrettini [24]                       | Gaël Monfils [13]                            | 3–6, 6–3, 6–2, 3–6, 7–65 |
| Simples feminino – Quartas de final  | Bianca Andreescu [15]                        | Elise Mertens [25]                           | 3–6, 6–2, 6–3            |
| Simples masculino – Quartas de final | Rafael Nadal [2]                             | Diego Schwartzman [20]                       | 6–4, 7–5, 6–2            |
| Louis Armstrong Stadium              |                                              |                                              |                          |
| Evento                               | Vencedor(a)/(es/as)                          | Derrotado(a)/(os/as)                         | Resultado                |
| Duplas femininas – Quartas de final  | Viktória Kužmová Aliaksandra Sasnovich       | Gabriela Dabrowski [3] Xu Yifan [3]          | 2–6, 6–3, 6–3            |
| Duplas masculinas – Quartas de final | Jamie Murray [15] Neal Skupski [15]          | Jack Sock Jackson Withrow                    | 4–6, 6–1, 7–64           |
| Duplas femininas – Quartas de final  | Caroline Dolehide [PR] Vania King [PR]       | Lyudmyla Kichenok [14] Jeļena Ostapenko [14] | 7–62, 6–4                |
| Duplas masculinas – Quartas de final | Juan Sebastián Cabal [1] Robert Farah [1]    | Luke Bambridge Ben McLachlan                 | 6–4, 6–4                 |
| Duplas mistas – Semifinais           | Bethanie Mattek-Sands [WC] Jamie Murray [WC] | Samantha Stosur [3] Rajeev Ram [3]           | 6–3, 6–1                 |
| Duplas mistas – Semifinais           | Chan Hao-ching [1] Michael Venus [1]         | Latisha Chan [4] Ivan Dodig [1]              | 7–63, 7–5                |

## Dia 11 (5 de setembro)
- Cabeças de chave eliminados:
  - Simples feminino:  Elina Svitolina [5],  Belinda Bencic [13]
  - Duplas masculinas:  Kevin Krawietz /  Andreas Mies [12],  Jamie Murray /  Neal Skupski [15]

Ordem dos jogos:
| Arthur Ashe Stadium                        | Arthur Ashe Stadium                        | Arthur Ashe Stadium                    | Arthur Ashe Stadium |
| Evento                                     | Vencedor(a)/(es/as)                        | Derrotado(a)/(os/as)                   | Resultado           |
| ------------------------------------------ | ------------------------------------------ | -------------------------------------- | ------------------- |
| Duplas femininas cadeirantes – Semifinais  | Diede de Groot [1] Aniek van Koot [1]      | Giulia Capocci Yui Kamiji              | 6–2, 7–5            |
| Duplas masculinas cadeirantes – Semifinais | Gustavo Fernández Shingo Kunieda           | Joachim Gerard [2] Stefan Olsson [2]   | 6–2, 5–7, [10–3]    |
| Simples feminino – Semifinais              | Serena Williams [8]                        | Elina Svitolina [5]                    | 6–3, 6–1            |
| Simples feminino – Semifinais              | Bianca Andreescu [15]                      | Belinda Bencic [13]                    | 7–63, 7–5           |
| Louis Armstrong Stadium                    |                                            |                                        |                     |
| Evento                                     | Vencedor(a)/(es/as)                        | Derrotado(a)/(os/as)                   | Resultado           |
| Simples masculino juvenil – 3ª fase        | Brandon Nakashima [11]                     | Tristan Schoolkate                     | 6–1, 6–4            |
| Duplas masculinas – Semifinais             | Marcel Granollers [8] Horacio Zeballos [8] | Kevin Krawietz [12] Andreas Mies [12]  | 7–62, 7–65          |
| Duplas masculinas – Semifinais             | Juan Sebastián Cabal [1] Robert Farah [1]  | Jamie Murray [15] Neal Skupski [15]    | 7–65, 7–68          |
| Duplas femininas – Semifinais              | Victoria Azarenka [8] Ashleigh Barty [8]   | Viktória Kužmová Aliaksandra Sasnovich | 6–0, 6–1            |

## Dia 12 (6 de setembro)
- Cabeças de chave eliminados:
  - Simples masculino:  Matteo Berrettini [24]
  - Duplas masculinas:  Marcel Granollers /  Horacio Zeballos [8]

Ordem dos jogos:
| Arthur Ashe Stadium                              | Arthur Ashe Stadium                       | Arthur Ashe Stadium                        | Arthur Ashe Stadium |
| Evento                                           | Vencedor(a)/(es/as)                       | Derrotado(a)/(os/as)                       | Resultado           |
| ------------------------------------------------ | ----------------------------------------- | ------------------------------------------ | ------------------- |
| Duplas masculinas – Final                        | Juan Sebastián Cabal [1] Robert Farah [1] | Marcel Granollers [8] Horacio Zeballos [8] | 6–4, 7–5            |
| Simples masculino – Semifinais                   | Daniil Medvedev [5]                       | Grigor Dimitrov                            | 7–65, 6–4, 6–3      |
| Simples masculino – Semifinais                   | Rafael Nadal [2]                          | Matteo Berrettini [24]                     | 7–66, 6–4, 6–1      |
| Louis Armstrong Stadium                          |                                           |                                            |                     |
| Evento                                           | Vencedor(a)/(es/as)                       | Derrotado(a)/(os/as)                       | Resultado           |
| Simples masculino cadeirante – Quartas de final  | Gustavo Fernández [1]                     | Stefan Olsson                              | 7–64, 6–3           |
| Duplas femininas – Semifinais                    | Elise Mertens [4] Aryna Sabalenka [4]     | Caroline Dolehide [PR] Vania King [PR]     | 4–6, 6–3, 6–4       |
| Simples tetraplégico – Round robin               | Dylan Alcott [1]                          | Dylan Lapthorne                            | 0–6, 7–63, 6–3      |
| Simples tetraplégico – Round robin               | David Wagner [2]                          | Bryan Barten [WC]                          | 6–0, 6–1            |
| Duplas masculinas cadeirantes – Quartas de final | Stéphane Houdet                           | Gordon Reid                                | 4–6, 4–4, 6–1       |

## Dia 13 (7 de setembro)
- Cabeças de chave eliminados:
  - Simples feminino:  Serena Williams [8]
  - Duplas mistas:  Chan Hao-ching /  Michael Venus [1]

Ordem dos jogos:
| Arthur Ashe Stadium                            | Arthur Ashe Stadium                          | Arthur Ashe Stadium                  | Arthur Ashe Stadium |
| Evento                                         | Vencedor(a)/(es/as)                          | Derrotado(a)/(os/as)                 | Resultado           |
| ---------------------------------------------- | -------------------------------------------- | ------------------------------------ | ------------------- |
| Duplas mistas – Final                          | Bethanie Mattek-Sands [WC] Jamie Murray [WC] | Chan Hao-ching [1] Michael Venus [1] | 6–2, 6–3            |
| Simples feminino – Final                       | Bianca Andreescu [15]                        | Serena Williams [8]                  | 6–3, 7–5            |
| Louis Armstrong Stadium                        |                                              |                                      |                     |
| Evento                                         | Vencedor(a)/(es/as)                          | Derrotado(a)/(os/as)                 | Resultado           |
| Simples feminino cadeirante – Quartas de final | Yui Kamiji [2]                               | Aniek van Koot                       | 6–1, 6–3            |
| Simples masculino juvenil – Quartas de final   | Emilio Nava [8/WC]                           | Jiří Lehečka [15]                    | 6–3, 6–1            |
| Simples tetraplégico – Round robin             | Dylan Alcott [1]                             | David Wagner [2]                     | 6–0, 7–63           |
| Simples masculino juvenil – Semifinais         | Emilio Nava [8/WC]                           | Cannon Kingsley                      | 6–4, 6–0            |

## Dia 14 (8 de setembro)
- Cabeças de chave eliminados:
  - Simples masculino:  Daniil Medvedev [5]
  - Duplas femininas:  Victoria Azarenka /  Ashleigh Barty [8]

Ordem dos jogos:
| Arthur Ashe Stadium                   | Arthur Ashe Stadium                   | Arthur Ashe Stadium                      | Arthur Ashe Stadium     |
| Evento                                | Vencedor(a)/(es/as)                   | Derrotado(a)/(os/as)                     | Resultado               |
| ------------------------------------- | ------------------------------------- | ---------------------------------------- | ----------------------- |
| Duplas femininas – Final              | Elise Mertens [4] Aryna Sabalenka [4] | Victoria Azarenka [8] Ashleigh Barty [8] | 7–5, 7–5                |
| Simples masculino – Final             | Rafael Nadal [2]                      | Daniil Medvedev [5]                      | 7–5, 6–3, 5–7, 4–6, 6–4 |
| Louis Armstrong Stadium               |                                       |                                          |                         |
| Evento                                | Vencedor(a)/(es/as)                   | Derrotado(a)/(os/as)                     | Resultado               |
| Duplas femininas cadeirantes – Final  | Diede de Groot [1]                    | Yui Kamiji [2]                           | 4–6, 6–1, 6–4           |
| Simples masculino juvenil – Final     | Jonáš Forejtek [4]                    | Emilio Nava [8/WC]                       | 46–7, 6–0, 6–2          |
| Duplas masculinas cadeirantes – Final | Alfie Hewett Gordon Reid              | Gustavo Fernández Shingo Kunieda         | 1–6, 6–4, [11–9]        |